# Casa del Veguer
La Casa del Veguer és una obra del Mallol, entitat de població del municipi de la Vall d'en Bas, protegida com a bé cultural d'interès local.

## Descripció
És una casa que fa mitgera per només un costat amb teulada a doble vessant. Com està situada en un carrer amb desnivell per un costat consta de planta baixa i dos pisos i per l'altre té un pis menys. Les obertures són allindades i algunes d'elles tenen la llinda de fusta.
Aquest immoble va exercir les funcions de casa del veguer, del notari i de presó per a tota la Vall fins a la penúltima dècada del segle xix.